# Shumway
Shumway – wieś w Stanach Zjednoczonych, w stanie Illinois, w hrabstwie Effingham.